# Thesaurus Massafrensis
Il tesoretto massafrese, o thesaurus Massafrensis è un tesoretto di circa 135 minimi bizantini e monete vandale datate tra la fine del V e gli inizi del VI secolo, ritrovate nel villaggio rupestre di Madonna della Scala (Massafra) nel 1973. Il ritrovamento è avvenuto nell'abitazione rupestre n.35.
Le monete vandaliche sono in bronzo e furono coniate sotto i re vandali Genserico, Unerico, Gutemondo, Trasamondo e Ilderico: alcune, coniate da Genserico o da Unerico presentano una figura imperiale con braccia aperte ed armi. Tra le monete bizantine una variante altrimenti quasi del tutto ignota di un minimo di Anastasio I. Il tesoretto custodisce due monete particolarmente degne di nota e ben più antiche delle altre: una greca proveniente da Clazomenae e una punica.
Il tesoretto è custodito presso la Soprintendenza ai beni architettonici, artistici e storici di Bari.